# Фробен Фердинанд (Фюрстенберг-Мьоскирх)
Фробен Фердинанд Доминик Христоф фон Фюрстенберг-Мьоскирх (на немски: Froben Ferdinand Dominik Christoph zu Fürstenberg-Mößkirch; Franz Ferdinand Maria zu Fürstenberg; * 6 август 1664, Мескирх; † 4 април 1741) от род Фюрстенберг, е от 1716 г. 3. управляващ княз на Фюрстенберг и императорски принципал-комисар в Райхстага на Регенсбург (1726 – 1735).

## Биография
Той е третият син на граф Франц Христоф фон Фюрстенберг-Мьоскирх (1625 – 1671) и съпругата му Мария Тереза фон Аренберг (1639 -1705), дъщеря на Филип Карл дьо Лин (1587 -1640), княз на Аренберг и херцог на Арсхот, и третата му съпруга Мария Клеофа фон Хоенцолерн-Зигмаринген (1599 – 1685).
След смъртта на баща му опекунството води майка му и чичо му Фробен Мария фон Фюрстенберг-Мьоскирх († 1685).
През 1675 г. Фробен Фердинанд учи при йезуитите в Кьолн. След това следва в Прага философия и право във Вюрцбург и Льовен. През 1685 г. умира опекунът му Фробен Мария, императорът го обявява за пълнолетен и му дава опекунството над по-малките му братя и сестри. Брат е на Филип Карл Йозеф Христоф, епископ на Лавант († 1718) и на Карл Егон Ойген († 14 октомври 1702), който е убит като генерал-лейтенант на императорската войска в битката при Фридлинген, който започнал престрояването на дворец Хюфинген и княз Фробен Фердинанд продължава това.
Фробен Фердинанд става през 1687 г. кондиректор и малко след това директор на „швабския имперски графски колегиум“. През 1688 г. той е имперски дворцов съветник. През 1700 г. император Леополд I го номинира на „истински таен съветник“. През 1703 г. той става щатхалтер на австрийската Форланде, през 1716 имперски княз и от 1718 г. иператорски съдия на камерата до 1721 г. През 1721 г. става рицар на „ордена на Златното руно“.
През 1726 г. той е принципал-коммисар в Райхстага на Регенсбург и се мести с фамилията си в Регенсбург.

## Фамилия
Фробен Фердинанд се жени на 5 юни 1690 г. в Йещетен за графиня Мария Терезия Фелицитас фон Зулц (* 12 март 1671; † 26 март 1743, Мескирх), дъщеря на граф Йохан Лудвиг II фон Зулц (1626 – 1687) и втората му съпруга графиня Евгения Мария Франциска фон Мандершайд-Кайл (1632 – 1690). Те имат четири деца:
- Йозефа (1695 – 1695)
- дете (1698 – 1698)
- Мария Анна Терезия (1699 -1707)
- Карл Фридрих Николаус (* 9 август 1714; † 7 септември 1744 в Хюфинген), покняжен ландграф на Фюрстенберг-Мьоскирх, женен 1735 г. в дворец Ветцдорф за принцеса Мария Габриела Фелицитас фон Шлезвиг-Холщайн-Зондербург-Визенбург (1716 – 1798), дъщеря на херцог Леополд фон Шлезвиг-Холщайн-Зондербург-Визенбург (1674 – 1744)

## Литераура
- Constantin von Wurzbach: Fürstenberg. In: Biographisches Lexikon des Kaiserthums Oesterreich. 5. Theil. Verlag der typogr.-literar.-artist. Anstalt (L. C. Zamarski & C. Dittmarsch.), Wien 1859, S. 14
- Carl Borromäus Alois Fickler: Geschichte des Hauses und Landes Fürstenberg, Aachen und Leipzig 1832 Band 4, S. 190 – 203
- C.B.A. Fickler: Kurze Geschichte der Häuser Fürstenberg, Geroldseck und von der Leyen, Karlsruhe 1844, S. 23
- Esteban Mauerer: Südwestdeutscher Reichsadel im 17. und 18. Jahrhundert. Geld, Reputation, Karriere: das Haus Fürstenberg. Vandenhoeck & Ruprecht, Göttingen 2001 (Digitalisat)
- Theatrum Europaeum, Band 21, Frankfurt am Main 1738, S. 50 online[неработеща препратка]
- ~Europäische Stammtafeln, J.A. Stargardt Verlag, Marburg, Schwennicke, Detlev (Ed.). V 15